# Praha (powiat Łuczeniec)
Praha (węg. Gácsprága) – wieś (obec) na Słowacji położona w kraju bańskobystrzyckim, w powiecie Łuczeniec. Pierwsze wzmianki o miejscowości pochodzą z roku 1573.
Według danych z dnia 31 grudnia 2012, wieś zamieszkiwało 85 osób, w tym 44 kobiety i 41 mężczyzn.
W 2001 roku pod względem narodowości i przynależności etnicznej 98,99% mieszkańców stanowili Słowacy, a 1,01% Romowie.
Ze względu na wyznawaną religię struktura mieszkańców kształtowała się w 2001 roku następująco:
- katolicy rzymscy – 25,25%
- ewangelicy – 46,46%
- ateiści – 24,24%
- nie podano – 3,03%